# نخل راپیس
نخل راپیس(نام علمی: Rhapis excelsa) نام یک گونه از تیره نخل است.

## نگارخانه

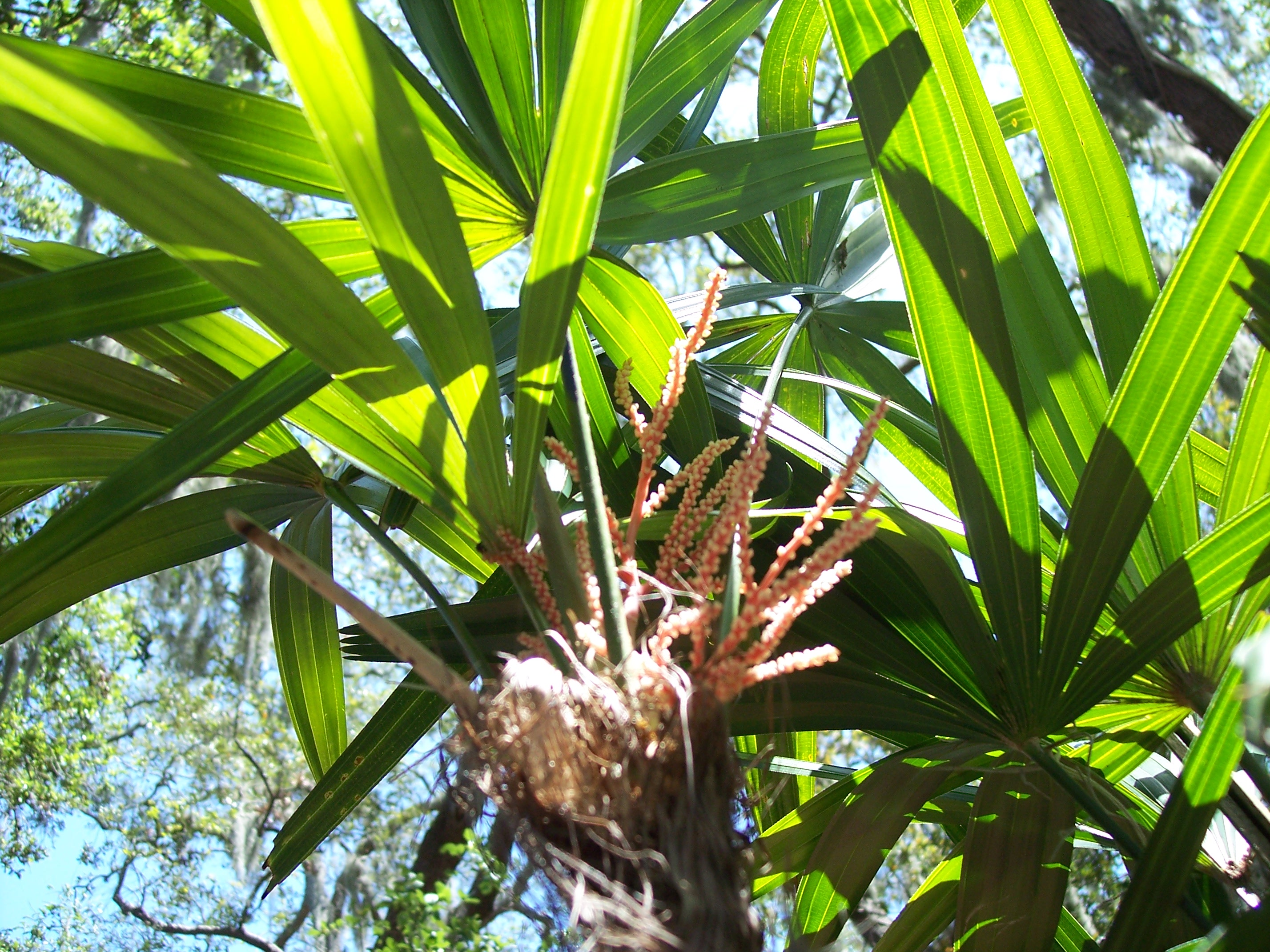
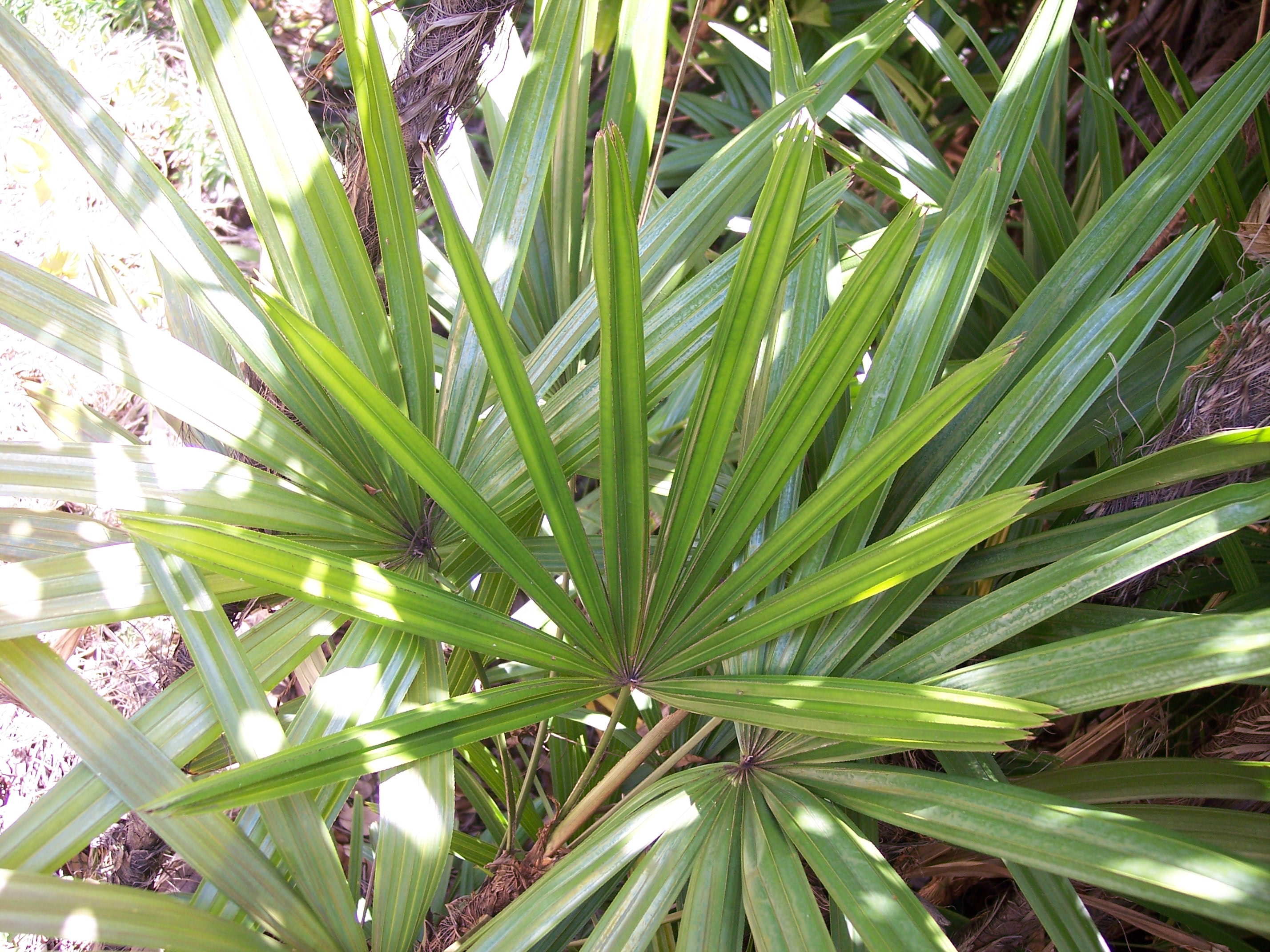
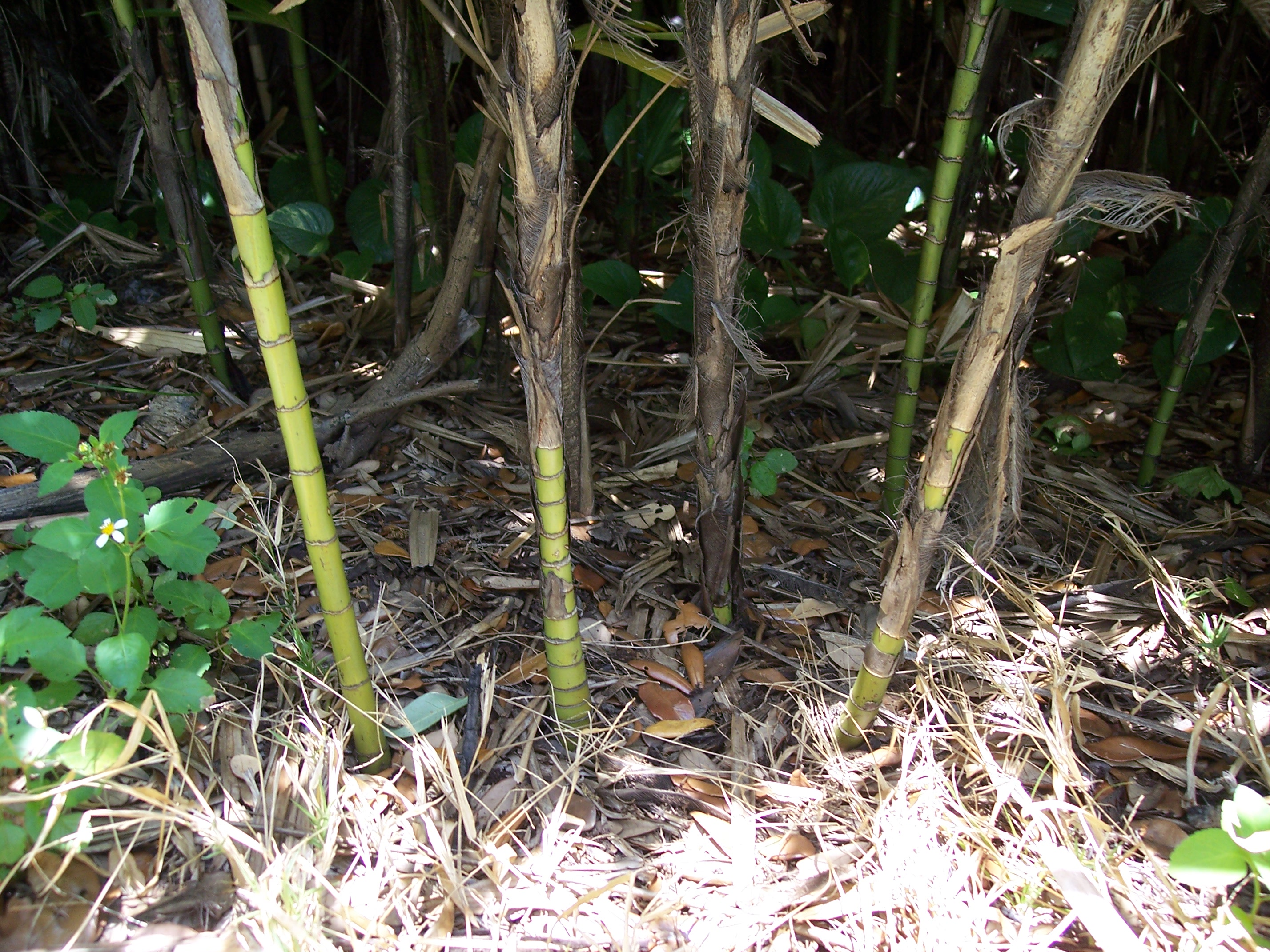
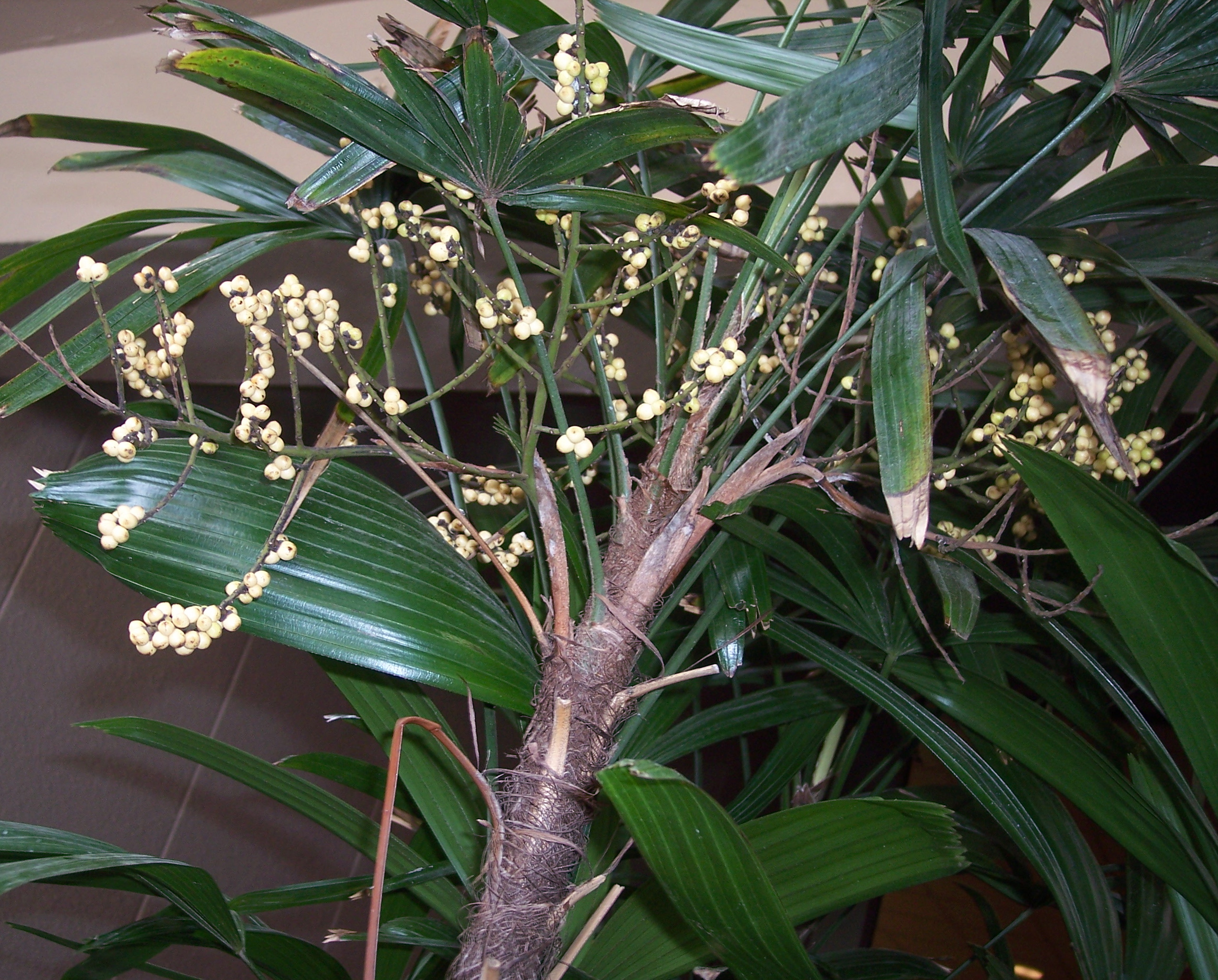
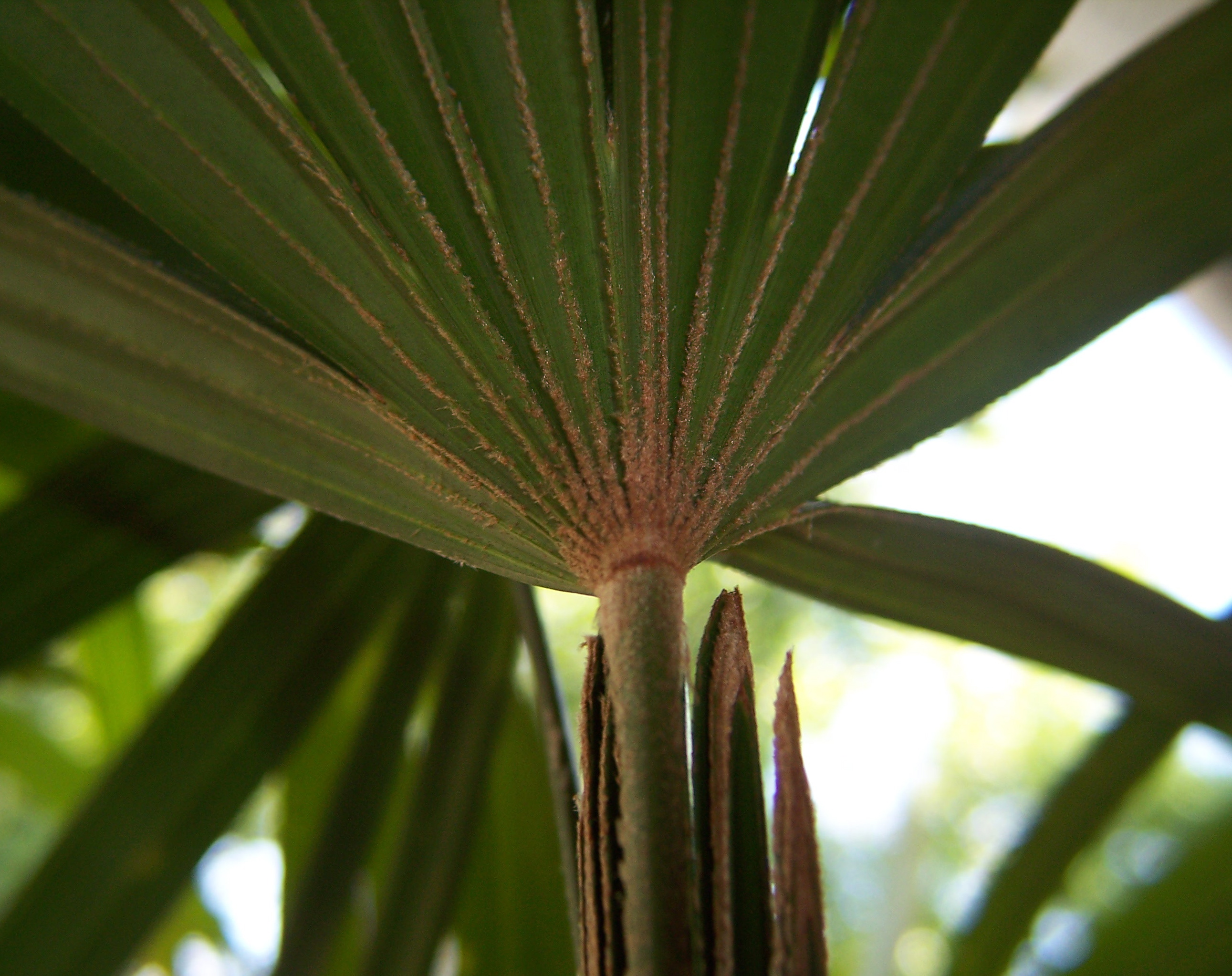